# زولتان زابو (عالم نبات)
زولتان زابو (بالمجرية: Szabó Zoltán)‏ (و. 1882 – 1944 م) هو عالم نبات مجري، ولد في بودابست، توفي في بودابست، عن عمر يناهز 62 عاماً.